# Bourguignon-sous-Montbavin
Bourguignon-sous-Montbavin é uma comuna francesa na região administrativa de Altos da França, no departamento de Aisne. Estende-se por uma área de 1,92 km². Em 2010 a comuna tinha 161 habitantes (densidade: 83,9 hab./km²).